# Selenanthias myersi
Selenanthias myersi är en fiskart som beskrevs av Randall, 1995. Selenanthias myersi ingår i släktet Selenanthias och familjen havsabborrfiskar. Inga underarter finns listade i Catalogue of Life.